# Walter Hugo Khouri
Walter Hugo Khouri (São Paulo, 21 d'octubre de 1929 – São Paulo, 27 de juny de 2003) va ser un productor i director de cinema brasiler d'origen libanès i italià.
Khouri va dirigir 25 pel·lícules i va rebre nombrosos premis a nivell tant nacional com internacional. El seu film de 1964 Noite Vazia és considerada una de les 100 millors pel·lícules brasileres de tots els temps i va entrar en la secció oficial al 18è Festival Internacional de Cinema de Canes.
Les seves pel·lícules mostren personatges que busquen el significat d'una existència angoixant. També va ser conegut per donar l'alternativa a joves professionals, com la de la presentadora  Xuxa Meneghel en 1982 en la controvertida pel·lícula Amor, estranho amor.

## Filmografia
- 2001 - As Feras (filmat en 1998)
- 1999 - Paixão Perdida
- 1991 - Per sempre
- 1987 - Mônica e a Sereia do Rio
- 1986 - Eu
- 1984 - Amor Voraz
- 1982 - Amor, estranho amor
- 1981 - Eros, o Deus do Amor
- 1980 - Convite ao Prazer
- 1979 - O Prisioneiro do Sexo
- 1978 - As Filhas do Fogo
- 1977 - Paixão e Sombras
- 1975 - O Desejo
- 1974 - O Anjo da Noite
- 1973 - O Último Êxtase
- 1972 - As Deusas
- 1970 - O Palácio dos Anjos
- 1968 - As Amorosas
- 1967 - Corpo Ardente
- 1966 - As Cariocas
- 1964 - Noite Vazia[3]
- 1962 - A Ilha
- 1959 - Na Garganta do Diabo
- 1959 - Fronteiras do Inferno
- 1958 - Estranho Encontro
- 1953 - O Gigante de Pedra